# Terinos malayana
Terinos malayana är en fjärilsart som beskrevs av Hans Fruhstorfer 1906. Terinos malayana ingår i släktet Terinos och familjen praktfjärilar. Inga underarter finns listade i Catalogue of Life.